# أوين فاريل
أوين فاريل (بالإنجليزية: Owen Farrell)‏ هو لاعب اتحاد الرغبي بريطاني، ولد في 24 سبتمبر 1991 في ويغان في المملكة المتحدة.

## وصلات خارجية
- أوين فاريل على موقع دوري الرغبي الممتاز (الإنجليزية)
- أوين فاريل عل موقع إسبنسكروم (الإنجليزية)
- أوين فاريل على موقع ItsRugby.co.uk (الإنجليزية)